# Aleksandre Amisulaschwili
Aleksandre Amisulaschwili (georgisch ალექსანდრე ამისულაშვილი,  englische Transkription: Aleksandr Amisulashvili; * 20. August 1982 in Tiflis) ist ein georgischer ehemaliger Fußballspieler.

## Karriere

### Verein
Amisulaschwili begann mit dem Vereinsfußball bei FC Kacheti Telawi und wurde hier 1998 in den Profikader aufgenommen. Nach einer Saison im Profikader wechselte er zu Torpedo Kutaissi. Hier blieb er ebenfalls eine Spielzeit lang und heuerte nach einer Zwischenstation bei FC Samtredia 2001 bei Dinamo Tiflis. Bei diesem Verein wurde er schnell zum Stammspieler und georgischen A-Nationalspieler. Nach diesen Entwicklungen verpflichtete ihn 2004 Dynamo Kiew. Hier wurde er in erst in der Dynamo-2 Kiew, der Zweitmannschaft des Vereins, eingesetzt und anschließend an Dnipro Dnipropetrowsk ausgeliehen. 2005 kehrte er schließlich zu Dinamo Tiflis zurück. Auch hier gelang es ihm nicht mehr sich als Stammspieler zu etablieren. So wurde er erst an die Vereine Tawrija Simferopol und Schinnik Jaroslawl ausgeliehen und anschließend 2006 an Spartak Naltschik abgegeben.
Zur Saison 2010/11 wechselte er in die türkische Süper Lig zu Kayserispor. Bei diesem Klub blieb er nur bis zur nächsten Rückrunde und wechselte anschließend zu FK Krasnodar. Nach Krasnodar spielte er anschließend für Krylja Sowetow Samara und İnter Baku.
Zur Spielzeit 2014/15 wechselte er in die türkische TFF 1. Lig zu Karşıyaka SK. Im Januar 2016 kehrte er zu Dinamo Tiflis zurück, wo er bald darauf seine Karriere beschloss.

### Nationalmannschaft
Amisulaschwili startete seine Nationalmannschaftskarriere 2000 mit einem Einsatz für die georgische U-19-Nationalmannschaft. Nachfolgend spielte er für die U-21-Nationalmannschaft.
Im März 2002 debütierte er für die georgische Nationalmannschaft.